# 谢萨·希伦·雷斯塔维托
谢萨·希伦·雷斯塔维托（1994年3月3日—），印尼男子羽毛球運動員。

## 簡歷
2011年7月，谢萨·希伦·雷斯塔维托代表印尼参加印度勒克瑙举办的亞洲青年羽毛球錦標賽，助印尼队赢得混团季军。同年12月，他出战印度羽毛球國際挑戰賽，在男单準决赛以0比2（12-21、8-21）不敌赛会2号种子、东道主名将的拉贾·梅努里·文卡塔·加卢西达。
2016年11月，谢萨·希伦·雷斯塔维托出戰印尼羽毛球國際挑戰賽，在男单决赛以2比1（21-19、11-21、21-17）击败了赛会9号种子、泰国名将的苏庞余·阿韦辛桑农，这也是他首个國際挑戰賽男单冠军。
2017年5月，谢萨·希伦·雷斯塔维托出戰印尼羽毛球國際系列賽，在男单决赛因对手中途退赛，这也是他首个國際系列賽男单冠军。同年10月，他出战印尼羽毛球國際挑戰賽，在男单决赛以2比0（21-8、21-11）击败了泰国名将的西蒂空·塔马辛，成功卫冕男单冠军。
2018年4月，谢萨·希伦·雷斯塔维托出戰印尼羽毛球國際系列賽，在男单决赛以2比0（21-12、22-20）击败了赛会3号种子、前辈的索尼·昆科羅，成功卫冕男单冠军。同期4月，他出战馬來西亞羽毛球國際挑戰賽，在男单準决赛以0比2（19-21、15-21）不敌赛会14号种子、臺灣名将的薛軒億。同年8月，他出战越南羽毛球公開賽，在男单决赛以2比0（21-14、21-10）击败了印度名将的阿贾伊·贾亚拉姆，赢得超級100賽男单冠军。同年9月，他出战印尼邦加勿里洞羽球大師賽，在男单準决赛以0比2（10-21、10-21）不敌赛会头号种子、队友的伊赫桑·毛拉納·穆斯托法。同年10月，他出战印尼羽毛球國際挑戰賽，在男单準决赛以0比2（14-21、21-23）不敌赛会4号种子、前辈的索尼·昆科罗。

## 主要比賽成績
只列出曾進入準決賽的國際賽事成績：
| 年份   | 賽事                     | 公開賽級別 | 項目     | 成績   |
| ------ | ------------------------ | ---------- | -------- | ------ |
| 2011年 | 亞洲青年羽毛球錦標賽     | 其他       | 混合團體 | 季軍   |
| 2011年 | 印度羽毛球國際挑戰賽     | 國際挑戰賽 | 男子單打 | 準決賽 |
| 2016年 | 印尼羽毛球國際挑戰賽     | 國際挑戰賽 | 男子單打 | 冠軍   |
| 2017年 | 印尼羽毛球國際系列賽     | 國際系列賽 | 男子單打 | 冠軍   |
| 2017年 | 印尼羽毛球國際挑戰賽     | 國際挑戰賽 | 男子單打 | 冠軍   |
| 2018年 | 印尼羽毛球國際系列賽     | 國際系列賽 | 男子單打 | 冠軍   |
| 2018年 | 馬來西亞羽毛球國際挑戰賽 | 國際挑戰賽 | 男子單打 | 準決賽 |
| 2018年 | 越南羽毛球公開賽         | 超級100賽  | 男子單打 | 冠軍   |
| 2018年 | 印尼邦加勿里洞羽球大師賽 | 超級100賽  | 男子單打 | 準決賽 |
| 2018年 | 印尼羽毛球國際挑戰賽     | 國際挑戰賽 | 男子單打 | 準決賽 |
| 2019年 | 亞洲羽毛球混合團體錦標賽 | 其他       | 混合團體 | 季軍   |
| 2019年 | 俄羅斯羽毛球公開賽       | 超級100賽  | 男子單打 | 冠軍   |
| 2019年 | 中華台北羽毛球公開賽     | 超級300賽  | 男子單打 | 準決賽 |
| 2019年 | 東南亞運動會羽球比賽     | 其他       | 男子團體 | 金牌   |
| 2020年 | 亞洲羽毛球團體錦標賽     | 其他       | 男子團體 | 冠軍   |
| 2021年 | 西班牙羽毛球大師賽       | 超級300賽  | 男子單打 | 準決賽 |
| 2021年 | 湯姆斯盃                 | 其他       | 男子團體 | 冠軍   |
| 2022年 | 湯姆斯盃                 | 其他       | 男子團體 | 亞軍   |
| 2023年 | 東南亞運動會羽毛球比賽   | 其他       | 男子團體 | 金牌   |
| 2024年 | 中國瑞昌羽毛球大師賽     | 超級100賽  | 男子單打 | 準決賽 |
| 2024年 | 越南羽毛球公開賽         | 超級100賽  | 男子單打 | 準決賽 |

| 2007-2017年 | 首要超級賽 | 超級賽 | 黃金大獎賽 | 大獎賽 | 國際挑戰賽 | 國際系列賽 | 未來系列賽 | 其他 |

| 2018-2026年 | 總決賽 | 超級1000賽 | 超級750賽 | 超級500賽 | 超級300賽 | 超級100賽 | 國際挑戰賽 | 國際系列賽 | 未來系列賽 | 其他 |

### 世界冠軍頭銜
谢萨·希伦·雷斯塔维托在羽毛球生涯中共奪得1項羽毛球世界冠軍頭銜。
| 賽事     | 奪冠次數 | 年份               |
| -------- | -------- | ------------------ |
| 湯姆斯盃 | 1        | 2020年（男子團體） |
| 總計     | 1        |                    |

### 奧運會和世錦賽參賽紀錄
|          | 2021  |
| -------- | ----- |
| 男子單打 | 64強1 |

1 賽前退賽